# Karsten Just
Pour les articles homonymes, voir Just.
Karsten Just, né le 17 septembre 1968, est un ancien athlète allemand qui courait, avant la réunification pour la République démocratique allemande sur 400 m dans les années 1990. Son plus grand succès est sa médaille de bronze en relais 4 × 400 m avec Rico Lieder, Olaf Hense et Thomas Schönlebe lors des Championnats du monde en 1993.
En compétition, il pesait 68 kg pour 1.93 m.

## Palmarès

### Championnats du monde d'athlétisme
- Championnats du monde d'athlétisme de 1993 à Stuttgart ( Allemagne)
  -  Médaille de bronze en relais 4 × 400 m

### Championnats du monde d'athlétisme en salle
- Championnats du monde d'athlétisme en salle de 1991 à Séville ( Espagne)
  -  Médaille d'or en relais 4 × 400 m

### Championnats d'Europe d'athlétisme
- Championnats d'Europe d'athlétisme de 1990 à Split ( Yougoslavie)
  -  Médaille de bronze en relais 4 × 400 m

## Sources
- (de) Cet article est partiellement ou en totalité issu de l’article de Wikipédia en allemand intitulé « Karsten Just » (voir la liste des auteurs).